# Bitva u Muretu
Bitva u Muretu se uskutečnila dne 12. září 1213 u jihofrancouzského města Muret. Jednalo se o jednu z hlavních bitev bojů proti Albigenským.

## Předvečer bitvy
V únoru 1213 ovládal Simon IV. z Montfortu část území hrabství Foix a Comminges, odolávalo mu však hrabství Toulouse. Toulouský hrabě Raimond VI. se dohodl s aragonským králem Pedrem II. , jenž se v Lavauru pokoušel se Simonem vyjednávat. Pedro patřil k významným katolickým králům. V roce 1212 spolu s Alfonsem VIII. Kastilským a Sanchem VII. Navarrským porazil v bitvě u Las Navas de Tolosa arabsko-berberské vojsko Miramamolina. Na straně Simona se jednání zúčastnil opat Amaury. K dohodě mezi Pedrem a Simonem však nedošlo a následně se spor na diplomatické úrovni přesunul do Říma. S papežem Inocencem III. zde za Simonovu strany jednali narbonský biskup Amaury, biskup z Comminges, opat z Clairaku a arcijáhen Vilém z Paříže. Jednání však dopadla neúspěšně a král Pedro Aragonský začal shromažďovat vojsko. Simon proto vyslal Lamberta z Limoux vyhlásit králi válku.

## Složení armád

### Aragonský král a jeho spojenci
Armáda byla rozložena do tří skupin. První skupinu tvořil předvoj, 200 Aragonců a 400 mužů z hrabství Foix a vedl je hrabě Raimond Roger z Foix. Druhou skupinu tvořilo 700 Aragonců vedených aragonským králem Pedrem. Třetí skupina pak byla rozdělena na dvě podskupiny, přičemž dohromady čítaly 900 mužů. První podskupinu vedl hrabě Raimond z Toulouse, druhou pak hrabě Bernard VI. z Comminges. Zajímavé je, že druhá podskupina nebyla na začátku bitvy vůbec připravena k boji.

#### Účastníci
- Pedro II. Aragonský – aragonský král
- Raimond VI. z Toulouse – toulouský hrabě
- Raimond Roger z Foix – hrabě z Foix
- Gaston z Béarn – hrabě z Béarn
- Bernard IV. z Comminges – hrabě z Comminges
- Miguel de Rada
- Hug de Mataplana
- Miguel de Luesia
- Bernard de Castelbisbal
- Dalmas de Creixell
- Blasco d'Alagon
- Garcia Roméu
- Guillem de Cervera
- Gomez de Luna
- Guillaume de Horta
- Hugues d'Alfaro
- Géraud de Niort
- Guillaume de Puyo

### Montfort a jeho spojenci
Armáda byla rozdělena na dvě skupiny a první skupina na další tři šiky. První šik tvořili předvoj a 300 rytířů a zbrojnošů a vedli je Guillaume des Barres a Guillaume de Contres. Druhý šik představovalo 300 rytířů a zbrojnošů vedených Bouchardem z Marly a ve třetím šiku bylo opět 300 rytířů a zbrojnošů vedených Simonem IV. z Montfortu. Druhou skupinu, umístěnou ve druhém sledu za první, pak tvořilo 700 Kušičníků a Kopiníků.

#### Účastníci
- Simon IV. z Montfortu – hrabě z Montfortu
- Guy z Montfortu – Simonův bratr
- vikomt Balduin z Toulouse – bratr Raimonda VI. z Toulouse
- Florent de Ville
- Guillaume des Barres
- Bouchard z Marly
- Payen de Corbeil
- Alan z Roucy
- Matfre de Belbeze
- Guillaume des Contres
- Guillaume d'Aire

## Průběh bitvy
Ačkoliv se vlastní bitva odehrála až 12. září, dají se do ní zahrnout události od 30. srpna. V ten den armáda Pedra Aragonského a jeho spojenců oblehla hrad Muret. Také se jim podařilo část dobýt, ale jejich hlavním cílem bylo vylákat Simona z Montfortu. Ten k hradu přitáhl 31. srpna s jízdou. Pedro stáhl armádu na rovinatou plochu nedaleko hradu, která byla pro bitvu příhodnější. Simon se po poradě s biskupy rozhodl pro otevřenou bitvu. Večer pak došlo k poslednímu jednání Pedra a Simona v Muretu, po které zůstala jedna z bran otevřená. Toho chtěl Pedro využít a poslal sem předvoj vedený hrabětem z Foix. Části se sice podařilo dostat do hradu, ale zde byla odražena. Večer před bitvou pak Raimond z Toulouse nabádal k opatrnosti, ale nebyl vyslyšen. Jelikož se v Pedrově armádě nacházeli veteráni od Las Navas de Tolosa, je možné, že došlo k uvolnění atmosféry v táboře – pravděpodobně se také popíjelo – a podcenění početně slabší nepřátelské armády.
Druhý den ráno se Simonovo vojsko sešikovalo do tří šiků. Vojsku požehnali toulouský biskup Fulko a biskup z Comminges, který pochopil, že důležitá bude rychlost. Proto Fulkovo žehnání ukončil zvoláním "Ve jménu Krista kupředu!" Vojsko vyrazilo do útoku, což Pedro nečekal, protože nepředpokládal, že početně slabší Simonova armáda zaútočí jako první. Zatímco první dva šiky zaútočili přímo, třetí, vedený Simonem, zleva objel Pedrovu armádu a následně zaútočil na pravé křídlo. V tu chvíli se Pedro pokusil situaci zachránit útokem proti šiku Montforta, ale při srážce byl zabit – snad Alanem z Roucy či Florentem z Ville. Je možné, že se Pedro snažil zachránit, chtěl se vzdát a volal, že je král. Bitva pak ještě nějakou dobu pokračovala dál, ale brzy začalo vojsko prchat z bojiště. Největší ztráty utrpěla milice složená z měšťanů a řemeslníků z Toulouse. Simon však dál držel šik zpátky. Nemohl totiž uvěřit, že vyhrál, a předpokládal, že se jedná o léčku.

## Důsledky
Na bojišti padlo velké množství vojáků, mezi nimi i aragonský král Pedro II. Po bitvě mu byl v johanitském převorství v Toulouse vystrojen královský pohřeb. Ze šlechty z Aragonie v bitvě padli také Miguel de Rada, Miguel de Luesia, Blasco d'Alagon a Gomez de Luna.
Simon IV. z Montfortu však svého drtivého a překvapivého vítězství nemohl využít. Papežský legát Petr z Beneventa mu totiž nabídl smír a do dalších jednání se zapojil také hrabě Raimond VI. z Toulouse.